# Paul Warburg
Pour les articles homonymes, voir Warburg (homonymie).
Paul Moritz Warburg, né à Hambourg le 10 août 1868 et mort à New York le 24 janvier 1932, est un banquier germano-américain, surtout connu pour son rôle dans la création de la Réserve fédérale des États-Unis.

## Biographie

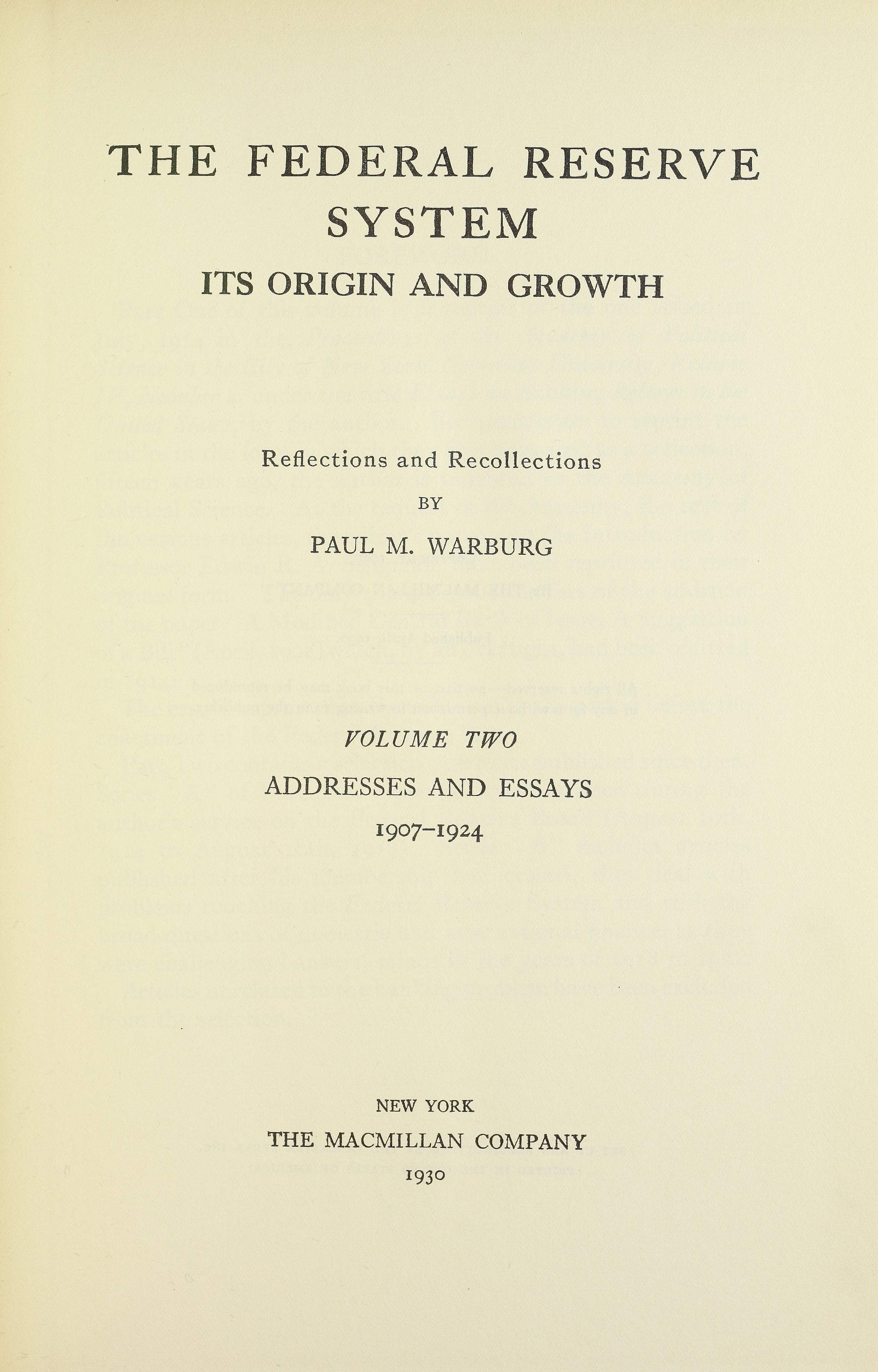
Paul Moritz Warburg, Addresses and essays, 1930

Paul Warburg est né à Hambourg dans une famille de banquiers juifs allemands dont les descendants sont toujours en activité aujourd'hui. Ses parents étaient Moritz et Charlotte (Esther) Warburg. Son père était à la tête de N.M. Warburg & Company, qui a été fondée par l'arrière-grand-père de Paul en 1798 et qui est l'une des plus anciennes et des plus importantes banques d'Europe. Diplômé du Realgymnasium à Hambourg en 1886, il entra au service de Simon Hauer, un importateur et exportateur de Hambourg, afin d'apprendre les fondamentaux de la pratique des affaires. Puis il travaillera pour Samuel Montague & Company, banquiers à Londres, en 1889-1890 et pour la Banque Russe pour le Commerce Étranger à Paris en 1890-1891.
En 1891, Warburg entre dans la banque familiale MM Warburg & Company, qui avait été fondée en 1798 par son arrière-grand-père. Il interrompt son travail pour entreprendre un tour du monde durant l'hiver 1891-1892. Warburg est admis en tant que partenaire dans l'entreprise familiale en 1895.
Le 1er octobre 1895, Warburg se marie à New-York à Nina J. Loeb, fille de Salomon Loeb, fondateur de la banque d'investissement new-yorkaise Kuhn, Loeb & Co, ils sont les parents du banquier James Warburg et de la psychiatre et psychanalyste Bettina Warburg.
Bien que déjà acteur majeur dans la finance allemande, Warburg, après de fréquents voyages d'affaires à New York, décida de s'y installer en 1902 en tant que partenaire de Kuhn, Loeb & Company, où le beau-frère de sa femme, Jacob Schiff, était associé principal. Son frère, Felix Warburg, y est également partenaire. Warburg demeura partenaire dans l'entreprise familiale à Hambourg, mais devint citoyen américain en 1911, il a été décoré par le Kaiser en 1912.
Warburg est élu administrateur de la Wells Fargo & Company en février 1910. Il en démissionne en septembre 1914 après sa nomination au conseil d'administration de la Réserve fédérale, et Jacob Schiff est élu à son siège au conseil de Wells Fargo.
Paul Warburg est surtout connu comme étant le principal promoteur de la Réserve fédérale des États-Unis. Pour décrire son projet de commission monétaire qui donna naissance à la Réserve Fédérale, il écrit : « Le plan de la commission monétaire relève des conceptions de la banque d’Angleterre, qui confie l’entière gestion aux mains des hommes d’affaires sans concéder au gouvernement une part quelconque dans la gestion ou le contrôle. L‘argument fort de cette théorie est que l’activité de la banque centrale, comme celle de toute autre banque, est fondée sur le crédit et que l’évaluation des crédits est une affaire qui doit être laissée entre des mains expertes, et que le gouvernement doit être tenu à l’écart des affaires. Le projet est à cet égard davantage en ligne avec la Banque de France et la Reichsbank, dont le président et le conseil d’administration sont dans une certaine mesure nommés par le Gouvernement. Ces banques bien qu’elles constituent des sociétés de droit privé, sont des organismes semi-gouvernementaux dans la mesure où elles sont autorisées à émettre des textes officiels — comme dans la plupart des États à l’exclusion de l’Angleterre – et dans la mesure où elles sont gardiennes de la quasi-totalité des réserves d’or du pays et dépositaires des fonds de l’État. De plus en matière de politique nationale, le gouvernement dépend de la bonne volonté et de la coopération loyale de ces organes centraux ».
En 1907, il publie les pamphlets Défauts et besoins de notre système bancaire et Plan pour une Banque centrale modifiée. Ses efforts portent leur fruit en 1913 avec la fondation de la Réserve fédérale. Il est nommé membre du premier conseil de la Réserve fédérale par le président Woodrow Wilson, y restant jusqu'en 1918.
Il proposera sa démission en juin 1918, après l’entrée en guerre des États-Unis contre l’Allemagne. Elle sera acceptée au motif que son frère allemand, Max Warburg, après avoir pris les commandes de la banque familiale, était devenu conseiller du chancelier allemand Guillaume II.
Il est devenu directeur du Council on Foreign Relations à sa fondation en 1921, restant dans son conseil d'administration jusqu'à sa mort. De 1921 à 1926, Warburg a été membre du conseil consultatif de la Réserve fédérale, à titre de président du conseil consultatif en 1924-26. Il était aussi un administrateur de l’Institute of Economics fondé en 1922. Quand celui-ci est fusionné dans la Brookings Institution en 1927, il devient un fiduciaire de cette dernière, et ce jusqu'à sa mort. De 1921 à 1929, il organisa trois des plus gros trusts des États-Unis : La Banque d'Acceptation Internationale, la plus grosse banque d'acceptation du monde, Agfa Ansco Film Corporation, dont le siège se trouvait en Belgique, et, I.G. Farben Corporation, dont Warburg installa la branche américaine sous le nom d'I.G. Chemical Corporation. Westinghouse Corporation est également l'une de ses créations.
Warburg, dès mars 1929, soulignera les dangers de la spéculation boursière effrénée aux États-Unis qui aura pour conséquence la célèbre crise financière de 1929, qui avait été causée, selon Milton Friedman, par la Réserve Fédérale.
Il a encouragé la coopération culturelle américo-allemande, aidant la Carl Schurz Memorial Foundation en 1930 et restant son trésorier de mai 1930 jusqu'à sa mort. Il a également apporté des contributions substantielles à la Bibliothèque Warburg à Hambourg, fondée par sa famille et a donné à Heidelberg une des salles de l'Université, connue sous le nom de Maison de l'Amérique. Et il a fait des dons généreux à l'Académie de sciences politiques de Berlin.
Il cherchera à instituer une banque centrale mondiale. Il est enterré au cimetière de Sleepy Hollow.